# Sanofi
Sanofi je francuska transnacionalna tvrtka čija djelatnost uključuje farmaciju (posebno lijekove na recept na polju dijabetesa, rijetkih bolesti, multiple skleroze i onkologije te proizvode za zaštitu potrošača) i cjepiva.
U 2015. godini, nedugo nakon dolaska Olivier Brandicourt kao glavnog izvršnog direktora, grupa je započela strateški pomak s organizacije prema zemljopisnom području (sedam entiteta) na organizaciju prema proizvodima (pet entiteta).
Vodeća francuska tvrtka u istraživanju i razvoju, Sanofi je u to područje uložio 5.894 milijarde eura u 2018. godini (17,1% prometa).